# Hur kunde det gå såhär
Hur kunde det gå såhär är en psalm vars text och musik är skriven av Sven Hillert.
Musikarrangemanget i Psalmer i 2000-talets koralbok är gjort av Rolf Gravé.

## Publicerad som
- Nr 843 i Psalmer i 2000-talet under rubriken "Människosyn, människan i Guds hand".